# Salgado Filho
Salgado Filho is een gemeente in de Braziliaanse deelstaat Paraná. De gemeente telt 4.640 inwoners (schatting 2009).

## Aangrenzende gemeenten
De gemeente grenst aan Bom Jesus do Sul, Flor da Serra do Sul, Manfrinópolis, Pinhal de São Bento en Santo Antônio do Sudoeste.